# Jim Ricks
Jim Ricks es un artista conceptual y escritor irlandés y estadounidense. Vive y trabaja entre la Ciudad de México e Irlanda.

## Trayectoria

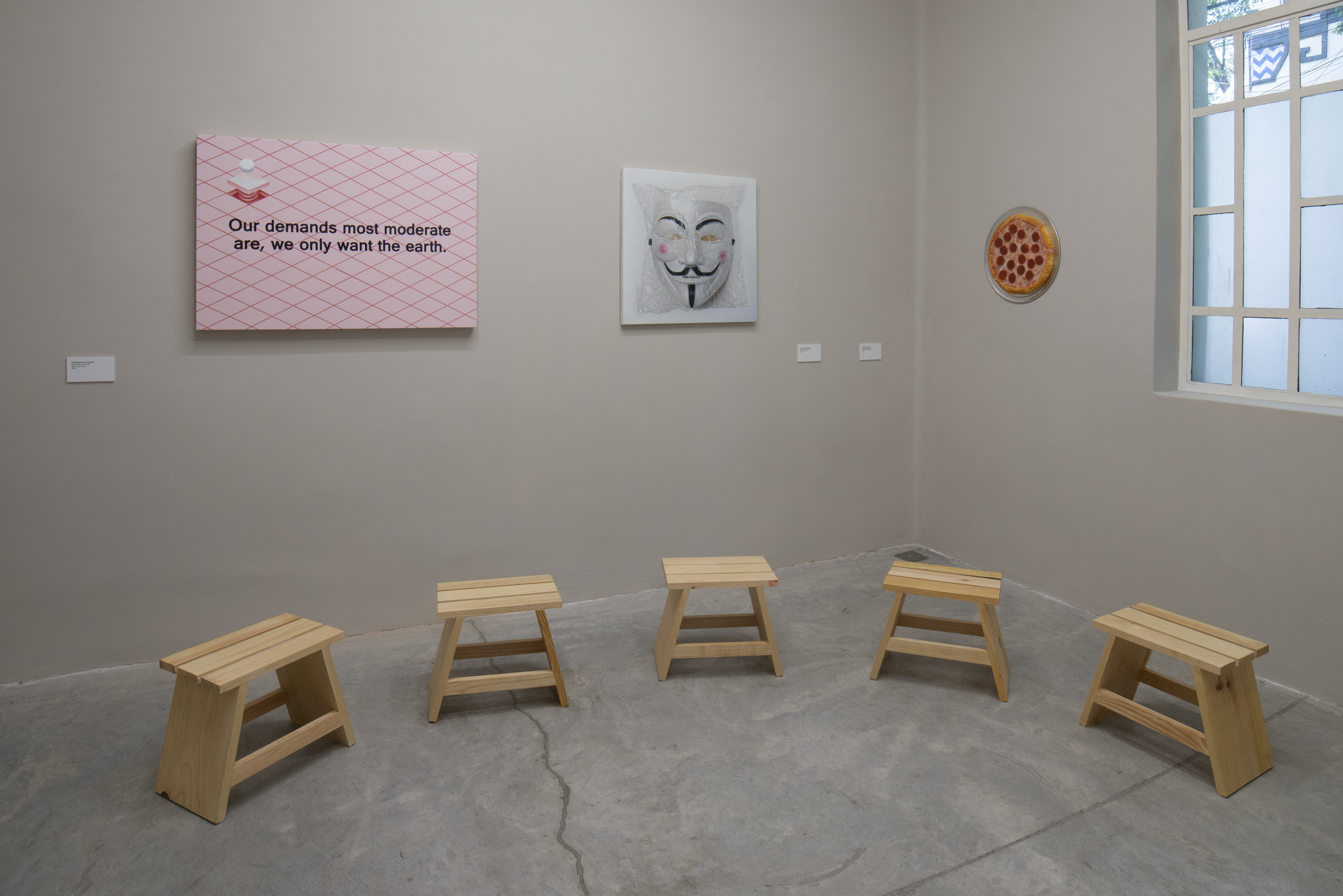
Exposición en la Galería Daniela Elbahara, Ciudad de México, 2020

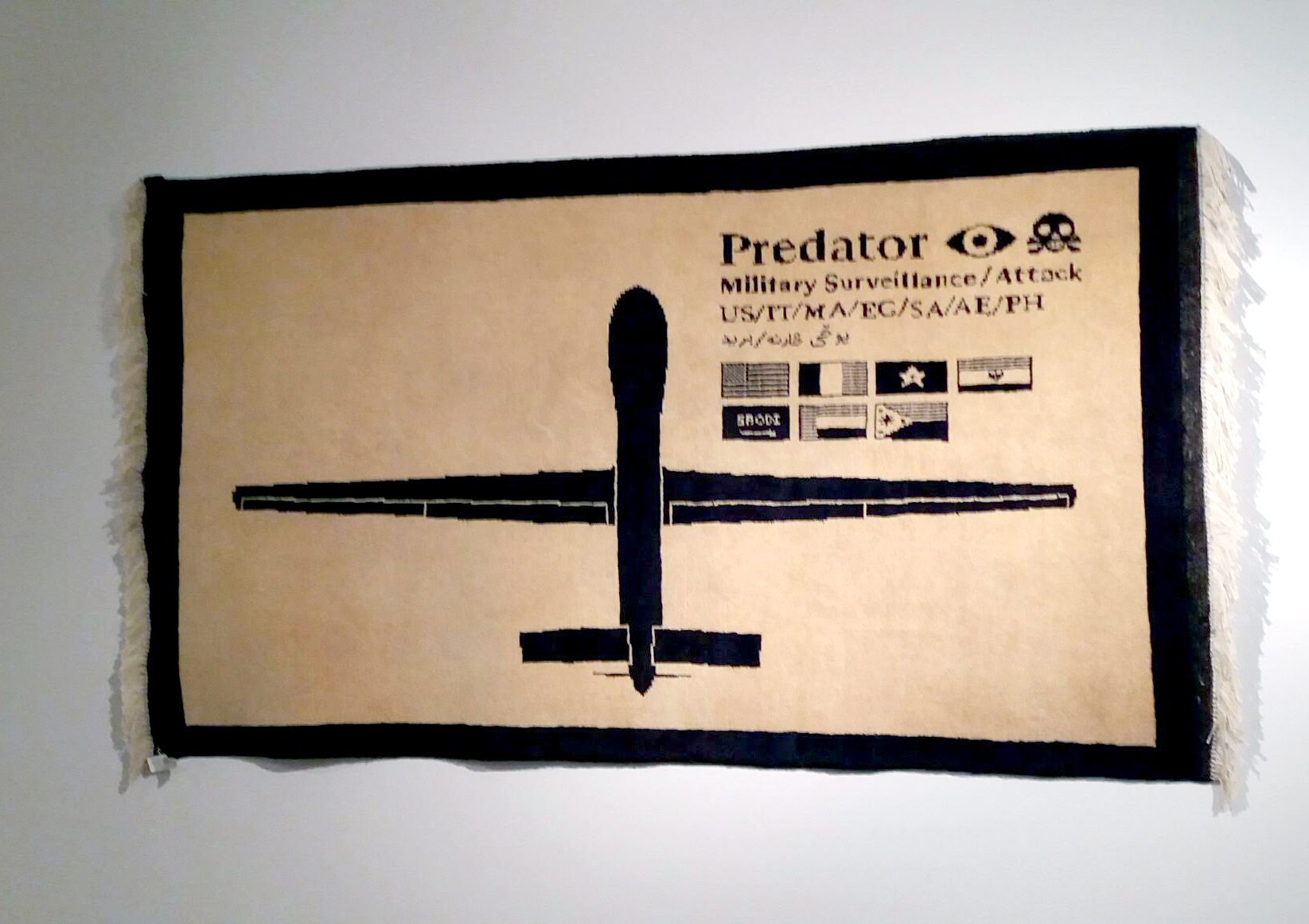
"Carpet Bombing - Predator", 2016. Una alfombra de drones fabricada en Afganistán en exhibición en el Museo Imperial de la Guerra.

Ha exhibido alrededor de Irlanda y otras partes del mundo, una gran cantidad de proyectos de arte público. Ricks "fue el participante clave en" COPYSTAND: Autonomous Manufacturing Zone de Frieze Projects en la Frieze Art Fair en Londres, 2009. El artista creó la obra itinerante de arte público llamado el Poulnabrone Bouncy Dolmen en 2010 y En Busca de la Verdad en 2011.
Desde 2010 "Jim Ricks ha desarrollado el método del 'synchro-materialism' como medio para considerar el territorio donde el arte se encuentra con el capitalismo", utilizando esta metodología en exhibiciones, performance e impresiones. En 2015 regresó a Afganistán para realizar Carpet Bombing, una larga pieza textil tradicional de la cual destacan imágenes de drones militares.
Ha tenido exposiciones individuales en Galería Daniela Elbahara (Ciudad de México, 2020), Casa Maauad (Ciudad de México), Pallas Projects (Dublín), Dublín City Gallery The Hugh Lane, y Onomatopee (Eindhoven). Y algunas de sus exhibiciones grupales han sido: Ulster Museum (Belfast),  Art Basel Miami Art Public (Miami), Jack Shainman Gallery (Ciudad de Nueva York), Temple Bar Gallery and Studios (Dublín), Galway International Festival of Art, Royal Hibernian Academy (Dublín), Cranbrook Art Museum (Detroit), Museo Tamayo (Ciudad de México), Museo Anahuacalli (Ciudad de México), y Centre Culturel Irlandais, (París).

## Educación
Se recibió de la Licenciatura de Bellas Artes con especialización en fotografía, en 2002 de California College of the Arts  y en 2007 completó su maestría en Bellas Artes en la Universidad Nacional de Irlanda, Galway y del programa Burren College of Art.

## Primeros años y antecedentes
Ricks nació en San Francisco, California. Empezó pintando grafitis en 1990. Posteriormente, se mudó a Irlanda donde vivió 11 años, completando su maestría en Bellas Artes y se convirtió en ciudadano irlandés.

## Obra

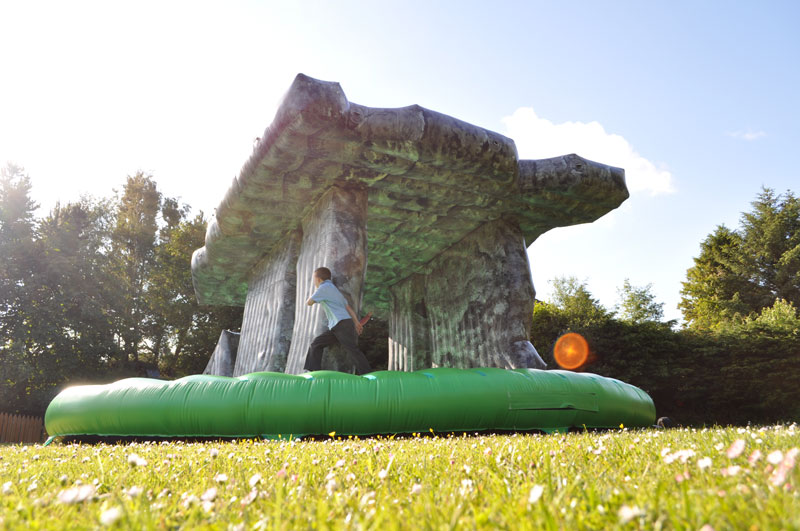
Poulnabrone Bouncy Dolmen, Co. Clare, Irlanda, 2011

### Exposiciones individuales
- Synchromaterialism, Pallas Contemporary Projects, Dublín, octubre – noviembre de 2010.[6]
- Bubble Wrap Game: The Hugh Lane, Galería Hugh Lane, septiembre de 2013 – enero de 2014.[14]
- Alien Invader Super Baby (Synchromaterialism IV), Onomatopee, Eindhoven, Países Bajos, mayo – junio de 2015.[7]
- Centro de Ontología Nacional, Casa Maauad, Ciudad de México, diciembre de 2016 – enero de 2017.
- Museo Ambulante Sebastián, Ciudad de México, mayo – junio de 2018.[15][16]
- Así Luce la Democracia, Galería Daniela Elbahara, Ciudad de México, enero – abril de 2020.[17]
- El camino a París y Londres pasa por las aldeas de Afganistán, Museo Casa de León Trotsky, Ciudad de México, marzo de 2022.[18]

### Proyectos públicos
- El Poulnabrone Bouncy Dolmen,[3] una larga escultura inflable diseñada para que las personas interactúen y jueguen con ella. Esta pieza originalmente viajó a lugares alrededor de la región de Aughty del condado de Galway en junio de 2011 y fue creada gracias a fondos proporcionados por el Consejo del Condado de Galway.[19][20] El Poulnabrone Bouncy Dolmen es una réplica que dobla el tamaño de una verdadera tumba megalítica (el Dolmen de Poulnabrone) de 6,000 años que está situada en el Burren, Co. Clare. La pieza fue exhibida junto con Sacrilege de Jeremy Deller en Belfast y fueron presentados en la exhibición Futures 12 de la Royal Hibernian Academy en 2012.[11][12][19][21]

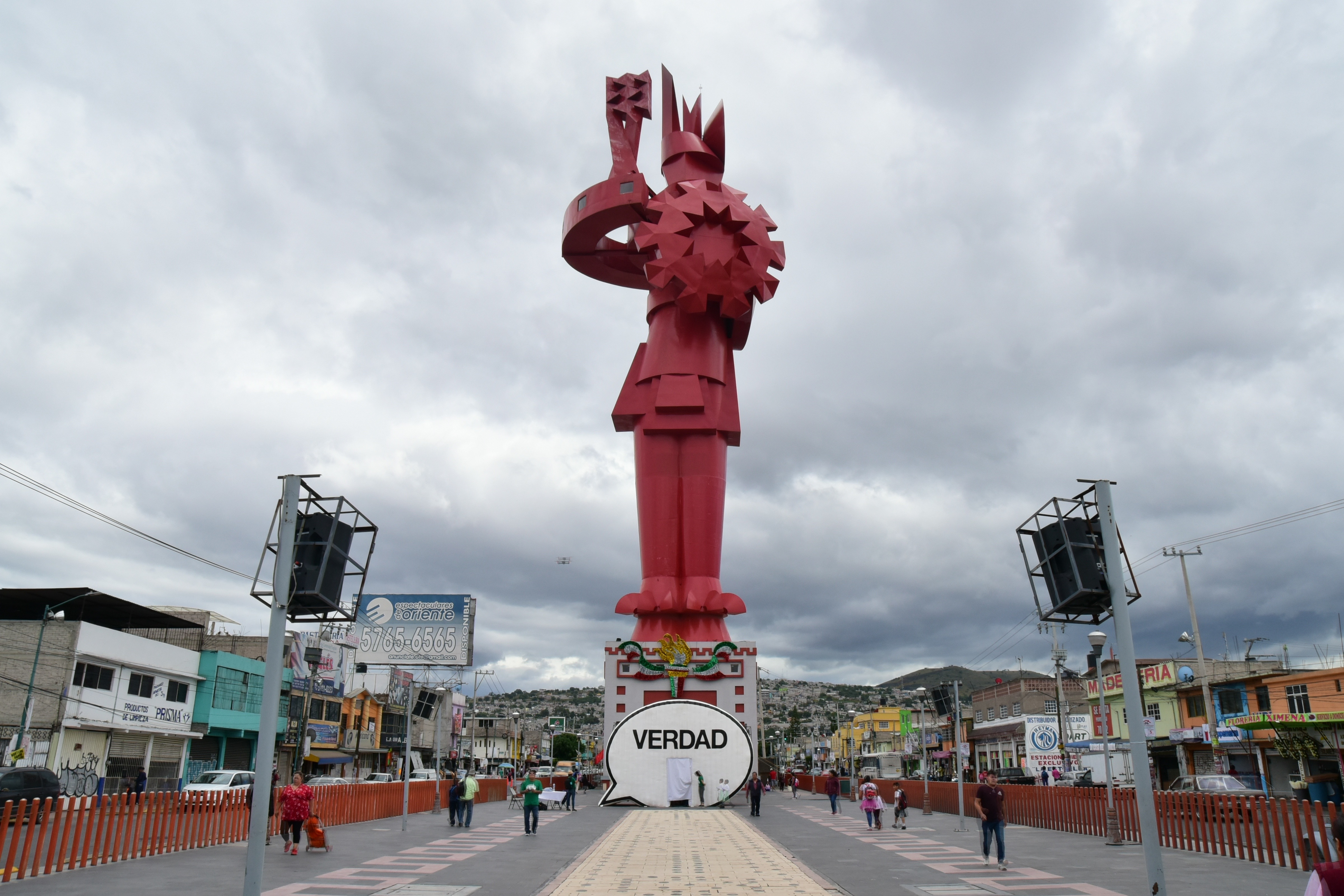
'En Busca de la Verdad' frente a la 'Guerrero de Chimalhuacán' by Sebastián, Chimalhuacán, Estado de México

- Ricks está trabajando en un proyecto global de arte público a largo plazo llamado En Busca de la Verdad. También conocido como “The Truth Booth” en colaboración con Ryan Alexiev, Hank Willis Thomas y más recientemente con Will Sylvester, y Jorge Sánchez, todos miembros de Cause Collective.[22][23] The New York Times escribe: El “Truth Booth,” [es] un nómada, creación inflable por un grupo de artistas que se autoproclaman el Cause Collective (causa colectiva). La cabina, en forma de una burbuja de conversación con la palabra "VERDAD" en negritas a los lados, funciona como un vídeo confesionario. Se les invita a los visitantes sentarse adentro y terminar la oración cargada política y metafísicamente  “La verdad es…”.[24] A la fecha, el proyecto ha viajado a Irlanda, Afganistán, Sudáfrica, Australia, los Estados Unidos de América y México.[25] Se embarcó en este tour mundial en el Galway International Festival of Art, Irlanda en 2011. Los vídeos son recopilados y editados hacia una pieza de arte en vídeo. Para ampliar y envolver a las audiencias, los movimientos y las respuestas recuperadas de “la Cabina de la Verdad” son seguidas, editadas y categorizadas en su propia página web. Finalmente, el objetivo de este proyecto es capturar tantas definiciones como confesiones y pensamientos sobre La Verdad como sea posible, creando así un retrato diverso de las personas alrededor del mundo.[20][26][27]
- Life's a Beach (Art Imitates Life), Mural de gablete respondiendo a las Murales en Irlanda del Norte, Abercorn Rd., Derry, Irlanda del Norte, abril de 2016.[28]
- Sesiones Publicas, San Agustín, La Lisa, Cuba, un proyecto LASA, agosto de 2017.[29]

### Proyectos en museos
Sleepwalkers (2012-15) en la Galería Hugh Lane, curado por Michael Dempsey y Logan Sisley, fue un proyecto de dos años dentro del cual seis artistas participaron. Ellos fueron invitados a usar los recursos del museo, revelar su proceso artístico y colaborar entre ellos en este “experimento inusual de producción de exhibición”. El cual culminó con cada artista desarrollando una exhibición individual en la Galería Hugh Lane] y una publicación. Entre las contribuciones de Ricks se encuentra The most important plinth in Ireland un tributo a Richard Hamilton (artista); una exhibición no autorizado, curada, pagada y de convocatoria abierta titulada: Future Perfect, con 27 artistas participando; su exposición individual: Bubblewrap Game: Hugh Lane, octubre de 2013 - febrero de 2014; y: Everything must go now: One day of tastes, sights, and sounds, incluyendo a James Barry.

## Premios y reconocimientos
- Artlink, New Art Award, 2009.[11]
- Imagine Ireland, Culture Ireland Grant, 2011[33]
- Temple Bar Gallery and Studios, Membresía de estudio, 2011-15.[34][35]
- Thomas Dammann Junior Memorial Trust Awards, 2016.
- Southern Exposure: Alternative Exposure Grant, Round 11, 2017.[36]